# Episodi di Sherlock Holmes (seconda stagione)
La seconda stagione della serie televisiva Sherlock Holmes venne trasmessa in prima visione nel Regno Unito dalla BBC tra il 9 settembre 1968 e il 23 dicembre 1968.
| nº | Titolo originale                        | Titolo italiano | Prima TV UK       | Prima TV Italia |
| -- | --------------------------------------- | --------------- | ----------------- | --------------- |
| 1  | The Second Stain                        |                 | 9 settembre 1968  |                 |
| 2  | The Dancing Men                         |                 | 16 settembre 1968 |                 |
| 3  | A Study in Scarlet                      |                 | 23 settembre 1968 |                 |
| 4  | The Hound of the Baskervilles: Part One |                 | 30 settembre 1968 |                 |
| 5  | The Hound of the Baskervilles: Part Two |                 | 7 ottobre 1968    |                 |
| 6  | The Boscombe Valley Mystery             |                 | 14 ottobre 1968   |                 |
| 7  | The Greek Interpreter                   |                 | 21 ottobre 1968   |                 |
| 8  | The Naval Treaty                        |                 | 28 ottobre 1968   |                 |
| 9  | Thor Bridge                             |                 | 4 novembre 1968   |                 |
| 10 | The Musgrave Ritual                     |                 | 11 novembre 1968  |                 |
| 11 | Black Peter                             |                 | 18 novembre 1968  |                 |
| 12 | Wisteria Lodge                          |                 | 25 novembre 1968  |                 |
| 13 | Shoscombe Old Place                     |                 | 2 dicembre 1968   |                 |
| 14 | The Solitary Cyclist                    |                 | 9 dicembre 1968   |                 |
| 15 | The Sign of Four                        |                 | 16 dicembre 1968  |                 |
| 16 | The Blue Carbuncle                      |                 | 23 dicembre 1968  |                 |